# Sesamia taenioleuca
Sesamia taenioleuca là một loài bướm đêm trong họ Noctuidae.